# Esenbeckia echinoidea
Esenbeckia echinoidea  es una especie de planta en la familia Rutaceae.

## Descripción
Es un árbol endémico de Guatemala y fue únicamente registrado en los departamentos de Chiquimula, El Progreso, Zacapa y Guatemala. Crece en bosques densos de tierras bajas en altitudes de 300 a 1200 m s. n. m. y puede alcanzar una altura de 5 a 7 m.

## Taxonomía
Esenbeckia echinoidea fue descrita por Standl. & Steyerm.  y publicado en Publications of the Field Museum of Natural History, Botanical Series 23(4): 164. 1944.
Etimología
Esenbeckia: nombre genérico que fue otorgado en honor del naturalista alemán Christian Gottfried Daniel Nees von Esenbeck (1776 - 1858).
echinoidea: epíteto latíno que significa "como espinosa".